# Земной эллипсоид

Земной эллипсоид — эллипсоид вращения, размеры которого подбираются при условии наилучшего соответствия фигуре квазигеоида для Земли в целом (общеземной эллипсоид) или отдельных её частей (референц-эллипсоид).
Поверхность геоида нельзя описать какой-либо математической формулой в связи с тем, что массы внутри Земли распределены неравномерно. Поэтому появилась необходимость создать как можно ближе подходящую к поверхности геоида и математически правильную модель поверхности. Выхода из сложившейся ситуации нашли два:[кто?][когда?] заменить уровненную поверхность Земли на сферу определённого радиуса или принять за такую поверхность эллипсоид. В последнем случае путём сложных геодезических, гравиметрических и астрономических вычислений было установлено, что эллипсоид наиболее точно подходит к математической поверхности геоида.
Размеры земного эллипсоида характеризуются такими величинами, как длины его полуосей a (большая полуось), b (малая полуось) и полярным сжатием α = (a — b)/a.

## Параметры земного эллипсоида
Земной эллипсоид имеет три основных параметра, любые два из которых однозначно определяют его фигуру:
- большая полуось (экваториальный радиус) эллипсоида, a;
- малая полуось (полярный радиус), b;
- геометрическое (полярное) сжатие, {\displaystyle f={\frac {a-b}{a}}}.

Существуют также и другие параметры эллипсоида:
- первый эксцентриситет, {\displaystyle e={\sqrt {\frac {a^{2}-b^{2}}{a^{2}}}}={\frac {\sqrt {a^{2}-b^{2}}}{a}}};
- второй эксцентриситет, {\displaystyle e'={\sqrt {\frac {a^{2}-b^{2}}{b^{2}}}}={\frac {\sqrt {a^{2}-b^{2}}}{b}}}.

Для практической реализации земной эллипсоид необходимо ориентировать в теле Земли. При этом выдвигается общее условие: ориентирование должно быть выполнено таким образом, чтобы разности астрономических и геодезических координат были минимальными.

## Референц-эллипсоид
Референц-эллипсоид — приближение формы поверхности Земли (а точнее, геоида) эллипсоидом вращения, используемое для нужд геодезии на некотором участке земной поверхности (территории отдельной страны или нескольких стран). Фигура референц-эллипсоида — это математическая модель поверхности, наилучшим образом подходящая для ограниченной (локальной) территории, определяется длинами полуосей, полярным сжатием эллипсоида и правильным ориентированием в теле Земли.
Как правило, референц-эллипсоиды принимаются для обработки геодезических измерений как наиболее приближенная плоская модель. Практически все референц-эллипсоиды неразрывно связанны с плоскими геодезическими системами координат и являются средствами обеспечения единства измерений. Для закрепления референц-эллипсоида в теле Земли необходимо задать геодезические координаты B0, L0, H0 начального пункта геодезической сети и начальный азимут A0 на соседний пункт. Совокупность этих величин называется исходными геодезическими датами. Таким образом, референц-эллипсоид является переходным моментом между плоскими и сферическими системами координат. С развитием спутниковых систем навигации необходимость в переходном элементе отпала, однако проблема обеспечения единства измерений пока остается актуальной.
Ориентирование референц-эллипсоида в теле Земли подчиняется следующим требованиям:
1. малая полуось эллипсоида (b) должна быть параллельна оси вращения Земли.
2. поверхность эллипсоида должна находиться возможно ближе к поверхности геоида в пределах данного региона.

В России осуществляется[когда?] переход на общеземной Международный элипсоид ITRF.
Законодательно в СССР, а затем в России с 1946 по 2012 годы использовалось 3 основных системы координат, основанных на эллипсоиде Красовского — СК-42, СК-63 и СК-95. Постановлением Правительства РФ от 24 ноября 2016 г. N 1240 использование СК-42 и СК-95 допускалось до 1 января 2021 года. Система координат СК-63, основанная на эллипсоиде Красовского, была отменена Постановлением ЦК КПСС и СМ СССР от 25 марта 1987 г., но в связи с наличием больших архивных фондов пока продолжает использоваться. Вместе с отменой СК-42 и СК-95 вводятся ГСК-2011 и ПЗ-90.11. Таким образом, на территории России будут действовать два эллипсоида и три системы координат: СК-42 (использование не запрещено, обновлению не подлежит), СК-95, основанные на эллипсоиде Красовского, и ГСК-2011, основанная на Международном эллипсоиде. В перспективе ГСК-2011 должна заменить СК-95 и СК-42.
В Великобритании до 2019 года использовалась система  Airy 1830.
В США общеупотребительной является система координат WGS 84, основанная на Международном эллипсоиде ITRF.

### Основные референц-эллипсоиды и их параметры
Размеры референц-эллипсоида неоднократно определялись учёными в разные годы:
1800 год — французский астроном Жан-Батист-Жозеф Деламбр;
1841 год — немецкий астроном Фридрих Вильгельм Бессель (его эллипсоид был принят на территории СССР до создания референц-эллипсоида Красовского);
1880 год — английский геодезист Александер Росс Кларк;
1909 год — американский геодезист Джон Филлмор Хейфорд;
1940 год — советский астроном-геодезист Феодосий Красовский и советский геодезист Александр Изотов (принят на территории СССР в 1946 году).
| Учёный     | Год (Эпоха) | Страна                                                   | a, м          | 1/f           |
| ---------- | ----------- | -------------------------------------------------------- | ------------- | ------------- |
| Деламбр    | 1800        | Франция                                                  | 6 375 653     | 334,0         |
| Деламбр    | 1810        | Франция                                                  | 6 376 985     | 308,6465      |
| Вальбек    | 1819        | Финляндия,Российская Империя                             | 6 376 896     | 302,8         |
| Эйри       | 1830        |                                                          | 6 377 563,4   | 299.324 964 6 |
| Эверест    | 1830        | Индия, Пакистан, Непал, Шри-Ланка                        | 6 377 276,345 | 300.801 7     |
| Бессель    | 1841        | Германия, Россия (до 1942 г.)                            | 6 377 397,155 | 299.152 815 4 |
| Теннер     | 1844        | Россия                                                   | 6 377 096     | 302.5         |
| Кларк      | 1866        | США, Канада, Лат. и Центр. Америка                       | 6 378 206,4   | 294.978 698 2 |
| Кларк      | 1880        | Франция, ЮАР                                             | 6 377 365     | 289.0         |
| Листинг    | 1880        |                                                          | 6 378 249     | 293.5         |
| Гельмерт   | 1907        |                                                          | 6 378 200     | 298,3         |
| Хейфорд    | 1910        | Европа, Азия, Ю. Америка, Антарктида                     | 6 378 388     | 297,0         |
| Хейсканен  | 1929        |                                                          | 6 378 400     | 298,2         |
| Красовский | 1936        | СССР                                                     | 6 378 210     | 298,6         |
| Красовский | 1942        | СССР, советские республики, Восточная Европа, Антарктида | 6 378 245     | 298.3         |
| Эверест    | 1956        | Индия, Непал                                             | 6 377 301,243 | 300.801 7     |

## Общеземной эллипсоид
С середины XX века, различными международными организациями предпринимаются попытки введения общеземного эллипсоида
| Элипсоид | Год (Эпоха) | Организация | a, м      | 1/f         |
| -------- | ----------- | ----------- | --------- | ----------- |
| IAG-67   | 1967        |             | 6 378 160 | 298.247 167 |
| WGS-72   | 1972        |             | 6 378 135 | 298.26      |
| IAU-76   | 1976        |             | 6 378 140 | 298.257     |

Общеземной эллипсоид должен быть ориентирован в теле Земли согласно следующим требованиям:
1. Малая полуось должна совпадать с осью вращения Земли.
2. Центр эллипсоида должен совпадать с центром масс Земли.
3. Высоты геоида над эллипсоидом hi (так называемые аномалии высот) должны подчиняться условию наименьших квадратов: {\displaystyle \sum _{n=0}^{\infty }h_{i}^{2}=\min }.

При ориентировании общеземного эллипсоида в теле Земли (в отличие от референц-эллипсоида) нет необходимости вводить исходные геодезические даты.
Поскольку требования к общеземным эллипсоидам на практике удовлетворяются с некоторыми допусками, а выполнение последнего (3) в полном объёме невозможно, то в геодезии и смежных науках могут использоваться различные реализации эллипсоида, параметры которых очень близки, но не совпадают (см. ниже).

### Современные датумы общеземных эллипсоидов и их параметры
| Название    | Год (Эпоха) | Страна/организация | a, м         | точность ma, м | 1/f             | точность mf | Примечание |
| ----------- | ----------- | ------------------ | ------------ | -------------- | --------------- | ----------- | --- |
| GRS80       | 1980        | МАГГ (IUGG)        | 6 378 137    | ± 2            | 298,257 222 101 | ± 0,001     | (англ. Geodetic Reference System 1980) разработан Международным геодезическим и геофизическим союзом (англ. International Union of Geodesy and Geophysics) и рекомендован для геодезических работ |
| WGS 84      | 1984        | США                | 6 378 137    | ± 2            | 298,257 223 563 | ± 0,001     | (англ. World Geodetic System 1984) применяется в системе спутниковой навигации GPS |
| ПЗ-90       | 1990        | СССР               | 6 378 136    | ± 1            | 298,257 839 303 | ± 0,001     | (Параметры Земли 1990 года) используется на территории России для геодезического обеспечения орбитальных полетов. Этот эллипсоид применяется в системе спутниковой навигации ГЛОНАСС              |
| МСВЗ (IERS) | 1996        | IERS               | 6 378 136,49 | —              | 298,256 45      | —           | (англ. International Earth Rotation Service 1996) рекомендован Международной службой вращения Земли для обработки РСДБ-наблюдений                                                                 |